# La locandiera (pel·lícula del 1944)
La locandiera és una pel·lícula italiana del 1944 dirigida per Luigi Chiarini i amb un guió basat en l'obra homònima de Carlo Goldoni.
Realitzada l'any 1943 al Centro Sperimentale di Cinematografia de Roma, va tenir importants problemes tècnics i de distribució a causa dels esdeveniments bèl·lics que van sacsejar i dividir Itàlia i que van permetre una difusió molt limitada només a finals de l'any següent.

## Argument
L'astuta i bella Mirandolina regenta una fonda a la terra ferma de Venècia. La noia és cortejada persistentment per un marquès, amant del gust i del luxe, i també per un comte amable però gelós del seu rival. Però ha decidit conquerir el cavaller misògin de Ripafratta. El seu comportament desencadena una sèrie de gelosies, passions i malentesos. El noble finalment cedeix a l'atenció que Mirandolina sembla reservar-li, atraient així l'odi dels dos nobles pretendents.
Les coses es compliquen amb l'arribada de dues actrius intrusives que posen en torment la vida dels hostes de la fonda. Finalment, la jove hostalera, satisfeta d'haver aconseguit fer capitular el cavaller malhumorat i renuent, proclama a tothom que només volia fer broma, perquè en realitat només estima l'honest Fabrizio, cambrer de la fonda. Al final, la ficció de la pel·lícula presenta el mateix Goldoni, que intervé per comentar la història.

## Repartiment
- Armando Falconi: marquès de Forlimpopoli
- Osvaldo Valenti: cavaller de Ripafratta
- Camillo Pilotto: comte d'Albafiorita
- Elsa De Giorgi: Ortensia
- Paola Borboni: Dejanira
- Olga Solbelli: comtessa d'Albafiorita
- Mario Pisu: Fabrizio
- Carlo Micheluzzi: el gerent
- Emilio Baldanello: Brighella
- Ernesto Zanon: Arlequí
- Gino Cervi: el Poeta
- Pina Piovani: cambrera de la fonda
- Clara Vaschetti: minyona de les actrius
- Mario Siletti
- Andrea Volo

## Realització

### Argument i guió
És una adaptació lliure de la famosa comèdia de Goldoni, que però no s'esmenta als crèdits inicials, integrada a la part inicial per les seves Memoires, la pel·lícula constitueix la tercera direcció de Luigi Chiarini, aleshores Vicepresident del C.S.C.. Per a la seva realització, el mateix grup d'autors que ja havien treballat en les dues obres anteriors (Via delle Cinque Lune i La bella addormentata), així com pel·lícules d'altres directors (La peccatrice de Palermi), que incloïa, a més de Chiarini, el crític Umberto Barbaro i l'historiador Francesco Pasinetti, i inicialment va ser aquest darrer qui va dirigir la pel·lícula, tant és així que ell mateix va fer públiques algunes avançades del guió.
Pasinetti pretenia que fos una pel·lícula concebuda per a la interpretació d'Alida Valli, però aquest projecte, així com el de la seva direcció, van desaparèixer. La jove actriu, tot i que havia participat en la redacció d'alguns textos preparatoris, després s'havia dedicat a altres programes i, a més, no era gaire ben vista en l'entorn del C.S.C., del qual tenia estat una 'alumna indisciplinada'.
El grup de guionistes es va proposar no fer una simple transposició de la comèdia de Goldoni. "Volíem fer -va dir Chiarini recordant la història més de trenta anys després- un Goldoni més modern, i no només peces i puntes", inspirant-nos també en la disputa que es va oposar a Goldoni i Gozzi i canviant, amb l'objectiu d'aconseguir un major realisme, diferents aspectes respecte al tema original (ambientació a Venècia, en lloc de Florència, vestuari més senzill...).

### Producció
La locandiera es va rodar als estudis del C.S.C. que, segons un plantejament Chiarini, havia de servir per combinar la funció didàctica del Centre amb l'aplicació pràctica del treball cinematogràfic, com ell mateix havia reiterat en una carta a Luigi Freddi, dirigent de la cinematografia feixista, en la qual afirmava que els sistemes "serviran d'escola per als estudiants", contribuiran a la solució del problema autàrquic del sector cinematogràfic i podrà servir per fer propaganda amb els fins polítics que es proposa el Règim.».
El rodatge va començar a principis de juliol de 1943 amb el trasllat de la "troupe" a la zona del Brenta on s'organitzava una escena realista amb el burchiello tirat per cavalls, definit posteriorment als comentaris com a «meravillosa visió inicial de la pel·lícula». Van continuar a Roma, on la pel·lícula encara s'estava rodant en el període turbulent de juliol - agost de 1943. El rodatge havia acabat i el muntatge estava en marxa a l'ENIC de via Salaria, quan va arribar el 8 de setembre. En el període tèrbol que va seguir, Cines es va traslladar al Cinevillaggio a Venècia, mentre que Chiarini es va negar a traslladar-se i es va quedar a Roma. El muntatge es va acabar mesos més tard i, tot i que tant Maria Rosada (que l'havia iniciat a Roma) com Francesco Pasinetti van ser presents a Venècia, el resultat no va ser el que volia el director, que no va reconèixer la pel·lícula com a seva.

### Distribució
En la confusió provocada per la guerra i la divisió en dos d'Itàlia, la pel·lícula es va estrenar només al nord més d'un any després, el desembre de 1944, i es va veure molt poc. També es va distribuir sense visat de censura, que de fet porta el n.427 i el 25 de febrer de 1946, per les edicions posteriors.

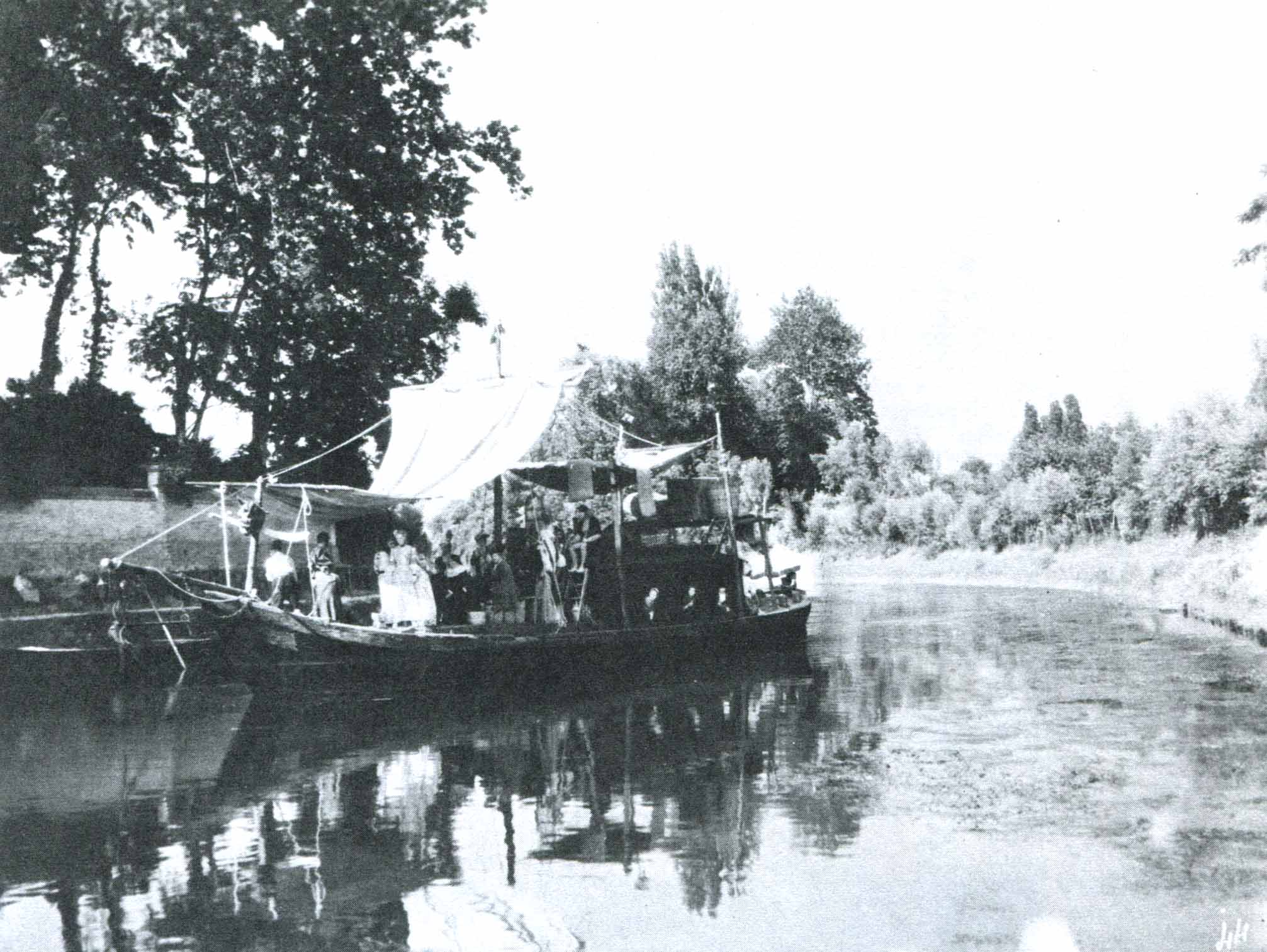
Les escenes inicials que representen el paisatge del riu Brenta han estat apreciades per tots els comentaristes

## Recepció

### Crítica
Els pocs comentaris a la pel·lícula no van ser tots favorables, tot i que l'opció de Chiarini de no traslladar-se al nord no va ser criticada explícitament. Segons el Corriere della sera la lliure interpretació de la comèdia de Goldoni pesa més en el judici negatiu: "Excloent la intenció de fotografiar la comèdia, per dir-ho d'alguna manera [..] Chiarini no va dubtar a fer de la Locandiera un simple pretext que l'esperit de l'autor va sorgir viu. L'acció, amb una intenció qüestionable, va ser traduïda perquè participés en el ballet i l'òpera còmica [..] El que és bonic a la pel·lícula no és goldonià. Un error fruit de la intel·ligència però que encara ens sembla inacceptable.» D'altra banda, el comentari de La Stampa és diferent en què "amb la seva mà Felice Chiarini va poder dur a terme l'obra sense incórrer en l'anomenat "teatre filmat" que no sol estar al marge de prestar mals serveis al teatre i al cinema, aconseguint ressaltar pintorescament aquell graciós venecià del segle xvii.».
]

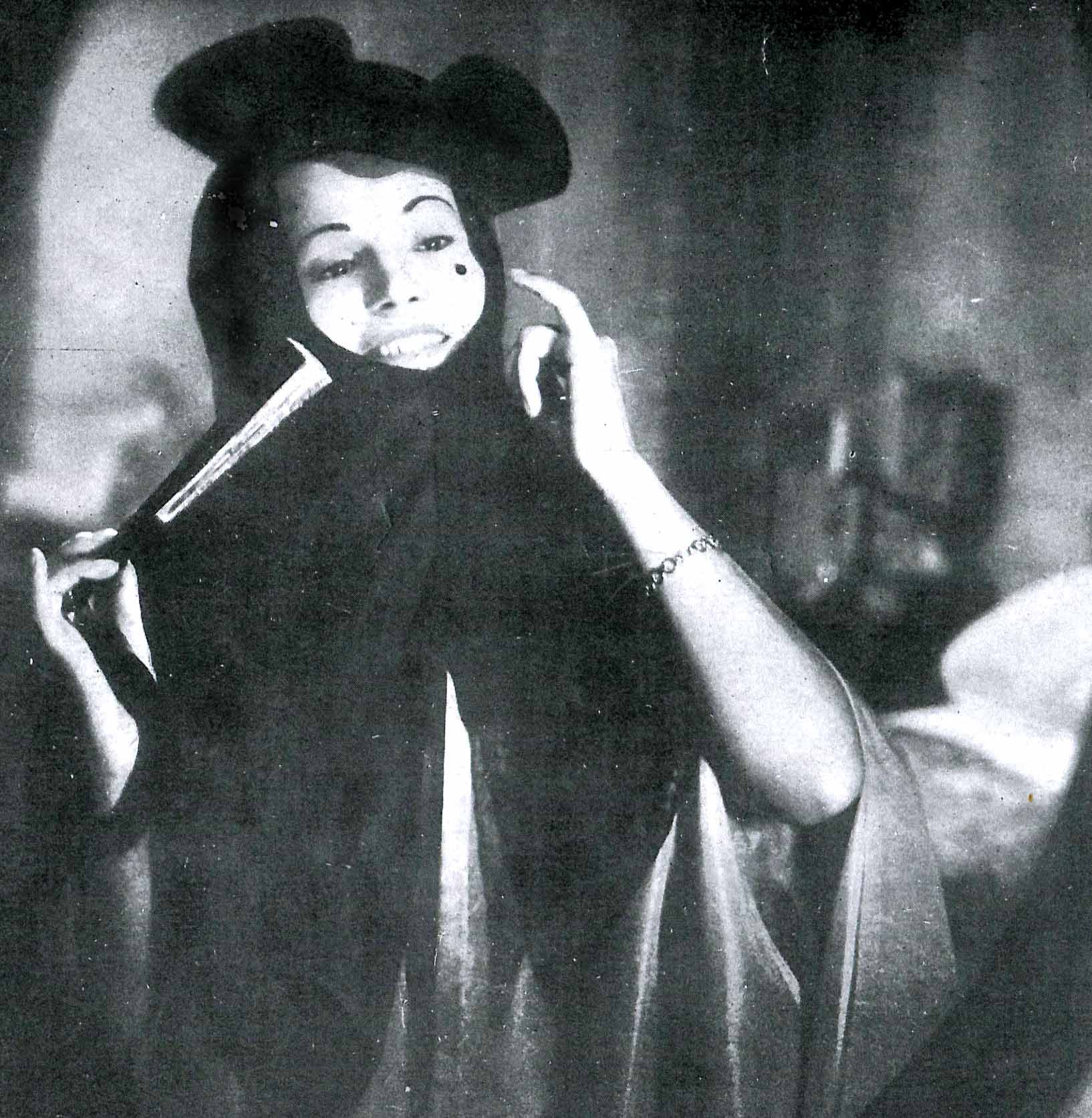
La Mirandolina de La locandiera va ser un dels últims personatges interpretats per Luisa Ferida, abans del tràgic final de 1945

Segons l'opinió del setmanari "Film", van ser sobretot les dificultats tècniques que va patir la pel·lícula les que van justificar una valoració negativa: "No sé si Luigi Chiarini, que es va quedar a Roma, va veure la seva Locandiera […] així com la vam veure […] a Venècia. Crec que si ha tingut la sort, el seu dolor devia ser gran. Hem escoltat aquest director parlar del seu treball en preparació. Vam aprendre amb quant amor i amb quanta reverència s'acostava l'obra de Goldoni per fer-ne la "reducció gratuïta". Després vam veure la pel·lícula [..] Escenes senceres són inintel·ligibles ja sigui perquè la música domina les paraules o perquè la còpia és pobre; llàstima, sí, llàstima. Perquè Luisa Ferida és l'única Mirandolina que es pot trobar al món i tothom recita sense desentonar mai. L'operador és Nebiolo, però també és l'autor (sense culpa, pensem) de tanta foscor i tantes ombres sobtades.» 
Encara que condicionats per la sentència a Chiarini com a director "cal·ligràfic", els comentaris retrospectius van ser d'agraïment. «Poques vegades -escrivia Ernesto G. Laura- una pel·lícula de derivació teatral s'ha deslligat tant de l'escenari com aquesta; anticipant-se a la lectura de Goldoni que faran diversos directors de teatre, el director ens regala un autor entretingut, un observador realista de la societat del seu temps. Chiarini recupera la possessió de la ciutat llacunar i la seva prolongació natural fluvial.» L'ambientació a l'aire lliure també és elogiada per Aprà, que considera La locandiera «la pel·lícula més animada de Chiarini, poc habitual per l'època, ventilada des de l'exterior al Brenta; l'escenografia i el vestuari perden tot el sentit de les antiguitats.»

### Resultat comercial
Les dificultats de distribució també van provocar un mal resultat econòmic per la pel·lícula. Només a partir de les dades disponibles La locandiera hauria recaptat en el període de dos anys 1944-45 unes 1.217.000 lires de l'època, un resultat modest si es compara amb altres pel·lícules que circulaven en aquell període difícil (a partir de les mateixes dades, una de les moltes versions de Carmen hauria superat els 28 milions).